# Pierre Alain Boudousquié
Pierre Alain Boudousquié est un militaire, juriste et homme politique français né le 9 mai 1791 à Cahors (Lot) et mort le 4 septembre 1867 à Cahors.

## Biographie
Pierre Alain Boudousquié est le fils d'Honoré Boudousquié et d'Anne Saintours. 
Il entre dans l'armée, est sous-lieutenant au 18e régiment de ligne en 1810, puis promu au grade de lieutenant le 5 mai 1812. Il fait la campagne de Russie, est blessé à l'affaire de Volontina, en avant de Smolensk, et à la bataille de la Moskowa ; prisonnier à l'affaire de Krasnof (18 novembre), il rentre en France en 1814, est compris par Louis XVIII, à la veille de son départ pour Gand, dans les promotions militaires de la Légion d'honneur, promotion qui est confirmée pour lui par un décret impérial du 29 mai suivant.
Retraité pour cause de blessures, le 25 mars 1816, Boudousquié est reçu avocat à la Cour d'appel de Paris en 1818. Il exerce cette profession jusqu'à la révolution de 1830, à laquelle il prend une part lui valant la croix de Juillet (11 novembre 1831).
Procureur du roi à Cahors, en septembre 1830, il donne sa démission au mois de décembre 1832. Il devient juge suppléant au tribunal de première instance de Cahors en mars 1833. 
Il est nommé député par le 1er arrondissement du département du Lot, le 21 juin 1834. Au mois de novembre de l'année suivante (1835), il fut élu conseiller municipal de Cahors.
À la Chambre, il prend place dans l'opposition dynastique, avec laquelle il vote le plus souvent, est réélu : le 4 novembre 1837, le 2 mars 1839, le 9 juillet 1842 et enfin le 1er août 1846.
Boudousquié intervint dans un certain nombre de discussions. En 1837, il est l'auteur d'un projet de loi, adopté, qui attribue le traitement aux sous-officiers et soldats amputés, nommés membres de la Légion d'honneur depuis leur admission à la retraite. Il siège jusqu'à la révolution de février 1848. 
Il meurt le 4 septembre 1867 à Cahors. 

## Distinctions
- Ordre de la Croix de Juillet
- Chevalier de la Légion d'honneur (17 mars 1815)

## Publications

Traité de l'assurance, 1829 (Milano, Fondazione Mansutti).

- Traité d'assurance contre l'incendie (1829)

## Sources
- « Pierre Alain Boudousquié », dans Adolphe Robert et Gaston Cougny, Dictionnaire des parlementaires français, Edgar Bourloton, 1889-1891 [détail de l’édition]
- Jean-Claude Farcy, Rosine Fry, Annuaire rétrospectif de la magistrature XIXe – XXe siècles, Centre Georges Chevrier (Université de Bourgogne/CNRS), 2010.